# Wahlenbergia peruviana
Wahlenbergia peruviana là loài thực vật có hoa trong họ Hoa chuông. Loài này được A.Gray miêu tả khoa học đầu tiên năm 1861.